# Pseudoneaera trigonalis
Pseudoneaera trigonalis is een tweekleppigensoort uit de familie van de Cuspidariidae. De wetenschappelijke naam van de soort is voor het eerst geldig gepubliceerd in 1897 door Tate.